# Estación de Muge
La Estación Ferroviaria de Muge, igualmente conocida como Estación de Muge, es una estación de ferrocarriles de la Línea de Vendas Novas, que sirve a la localidad de Muge, en el ayuntamiento de Salvaterra de Magos, en Portugal.

## Descripción

### Vías de circulación y plataformas
En enero de 2011, contaba con dos vías de circulación, ambas con 518 metros de longitud, y dos plataformas, que tenían 62 y 40 centímetros de altura, y 30 y 45 metros de extensión.

## Historia
En abril de 1903, las obras de construcción de esta plataforma ya se encontraban casi concluidas, esperando que fuesen terminadas en agosto; la línea fue inaugurada el 15 de enero de 1904.